# Thalía con banda – grandes éxitos
A Thalía con banda – grandes éxitos (jelentése spanyolul: ’Thalía rezesbandával – nagy slágerek’) Thalía mexikói énekesnő 2001-ben kiadott feldolgozásalbuma, amely az előző három nagylemezének legnagyobb slágereit tartalmazza tradicionális mexikói fúvószenekari („banda”) hangszerelésben. Az album felvételei a bandazene őshazájában, a mexikói Sinaloa állam Los Mochis nevű városában készültek. A banda, más néven grupera műfajnak Mexikóban nagy hagyománya van; többféle alfaja létezik, azonban Thalía a tradicionális fúvószenekari összeállítás mellett döntött. A feldolgozásokon kívül két vadonatúj dal (*-gal jelölve) is található a lemezen. Az albumot kifejezetten a gyűjtőknek szánták, és csak egyetlen dalhoz – Amor a la mexicana – készült videóklip.
A lemez 2. helyezést ért el a Billboard Top Latin Albums és Regional Mexican listáin, 7. helyig jutott a Heatseekers listán, és 167. lett a Billboard 200 albumlistán. Magyarországon 4 hétig szerepelt a hivatalos MAHASZ 40-es lemezeladási listán 17. csúcspozícióval, s egyúttal ez volt Thalía utolsó olyan nagylemeze, amely felkerült a hazai népszerűségi listára. Az USA-ban platinalemez lett.

## Az album dalai
1. Amor a la mexicana (Mario Pupparo) 3:58
2. Piel morena (Kike Santander) 4:37
3. Rosalinda (Kike Santander) 3:53
4. Quiero hacerte el amor (Daniel García / Mario Schajris) 3:47
5. Arrasando (Thalía Sodi / Emilio Estefan, Jr. / Lawrence P. Dermer / Robin Dermer) 3:58
6. Cuco Peña (Thalía Sodi) 3:49 *
7. Por amor (Kike Santander) 3:54
8. Entre el mar y una estrella (Marco Flores) 3:29
9. María la del barrio (Viviana Pimstein / Francisco Navarrete) 3:55
10. Noches sin luna (Kike Santander / José Miguel Velásquez) 3:48
11. La revancha (Thalía Sodi) 4:01 *
12. Gracias a Dios (Juan Gabriel) 3:45
13. Amor a la mexicana (Emilio mix) (Mario Pupparo) 4:01
14. Piel morena (Emilio mix) (Kike Santander) 4:40

## Külső hivatkozások
- Thalía con banda – grandes éxitos az AllMusicon